# Mac Pro
Mac Pro（マックプロ）はAppleが開発、販売しているパーソナルコンピュータ。Power Mac G5の後継機種として2006年8月に発売されたモデルは、デュアルプロセッサ (2-way) 対応型のインテルのXeonを1個もしくは2個、またはユニプロセッサ専用型のXeonをCPUに採用している。
2023年6月に発売となったAppleシリコンモデルは、Apple M2 Ultraを搭載している。

## 概要
Appleが販売しているMacシリーズの中で、特に処理能力と拡張性を重視したフラグシップ機種である『Power Mac G5』の後継モデルとして2006年に発売した。
最大の特長としてCPUがPowerPC G5からインテル製Xeonに変更され、名称が『Power Mac G5』から『Mac Pro』に変更された。
Macシリーズの中でiMac Proに優るフラグシップ機種である。iMac Proがデスクトップワークに特化したプロフェッショナル向け製品であるのに対して、 Mac Proではパーツ交換等のカスタマイズが可能なプロフェッショナル向けワークステーションとなっている。
Mac Pro (2019) は、デスクトップ型のMacで唯一、デュアルGPUと4 - 12基ものThunderbolt 3ポートがあり、BTO構成では本体価格だけで約70 - 700万円となっていた。
Mac Pro (2023) は、Appleシリコン搭載Macでは唯一PCI Express gen4の拡張スロットを搭載している。

## デザイン・拡張性

### 第1世代（2006年 - 2008年）

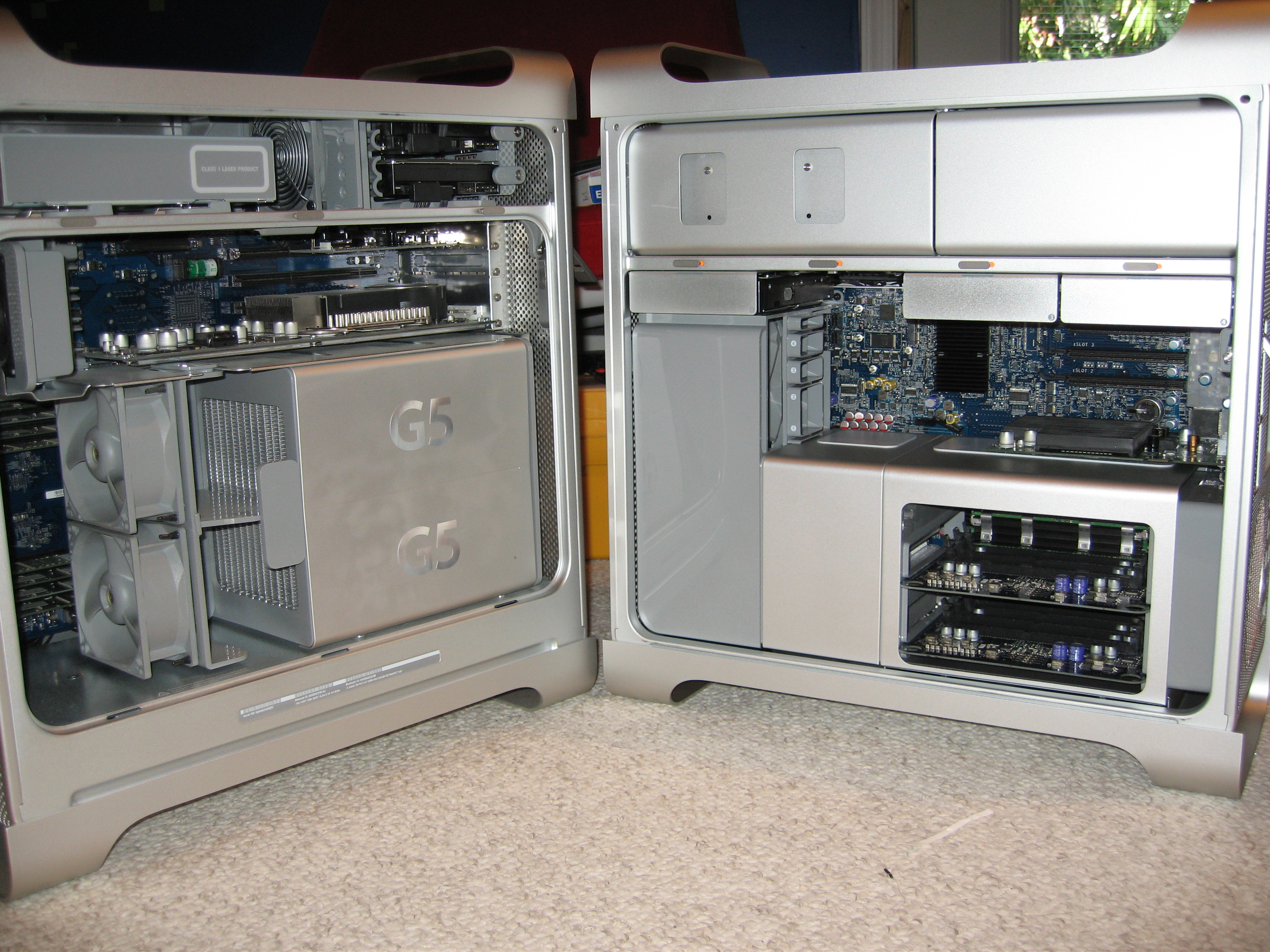
Power Mac G5（左）と Mac Pro（右）の内部デザインの比較

筐体デザインはPower Mac G5を踏襲しているが、内部のレイアウトは大きく変更されており、光学ドライブベイが2基、HDDベイが4基とPower Mac G4とほぼ同じ構成を採用している。
光学ドライブ、HDD、メモリ等の増設はドーターボードごとトレイが引き出し可能など、増設が容易な構造である。
前面は吸気を考慮したメッシュ構造のデザインで、エンクロージャ内部を効率的に冷却して排気する。筐体内部デザインの改良と冷却ファンの変更で騒音レベルを低下した。

### 第1.5世代（2009年 - 2012年）

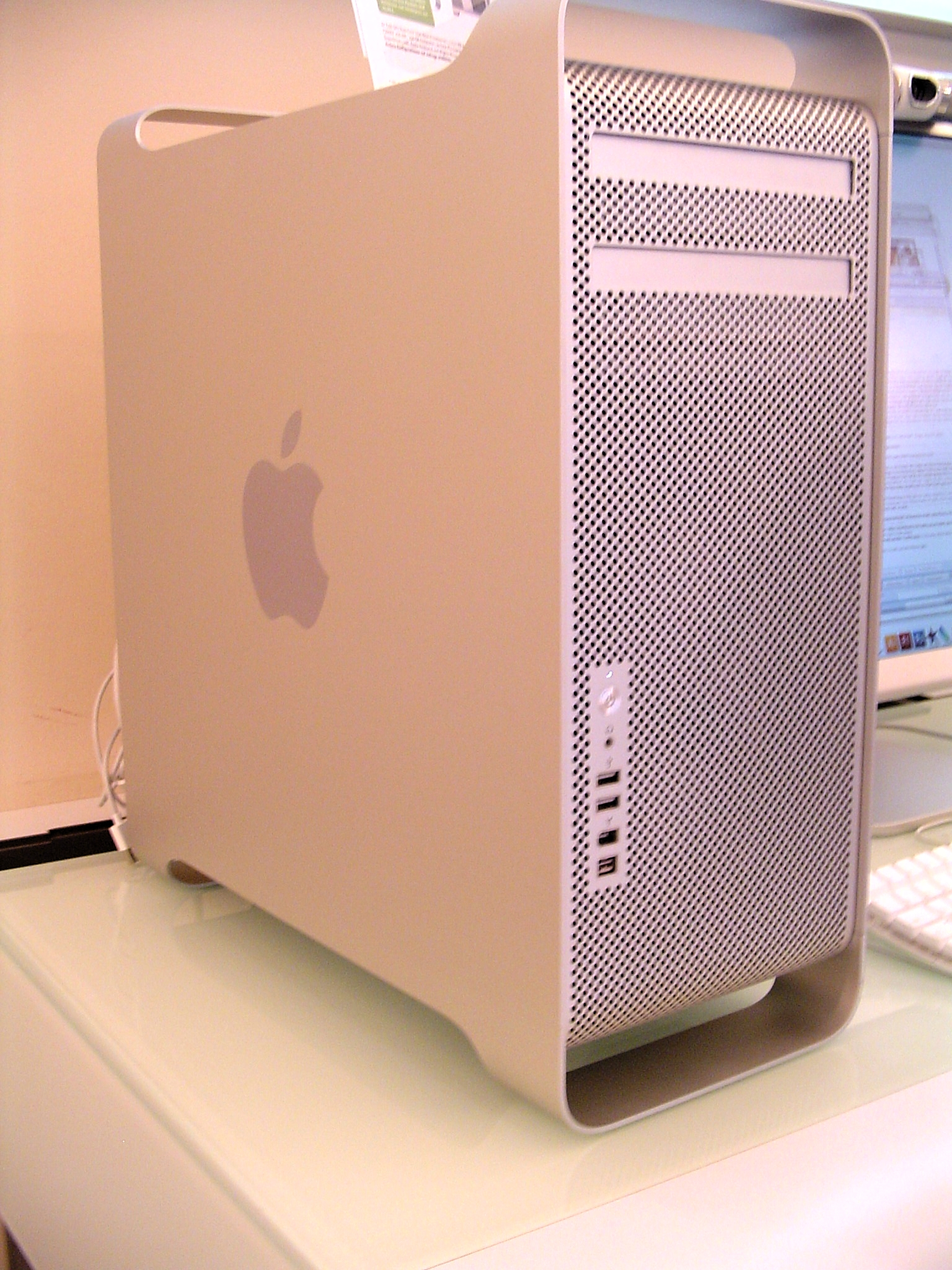
2012年までのMac Proのデザイン

Early 2009モデルからMid 2012モデルまでは筐体デザインこそ初期のMac Proとほぼ同じであるが、内部構成が刷新されており、CPUやメモリの交換に関しては、ドーターボードごと引き出して交換する構造に変更し、従来モデルに比してメンテナンスが容易になる。Early 2008までの一部のパーツの流用が不可能となっている。
ドーターボードは、Early 2009を除いて互換性があり、Early 2009の2CPUモデルのドーターボードのみヒートスプレッダ有りのCPUの交換が不可能であり、ヒートスプレッダー無しのCPUが必要である。

### 第2世代（2013年 - 2019年）

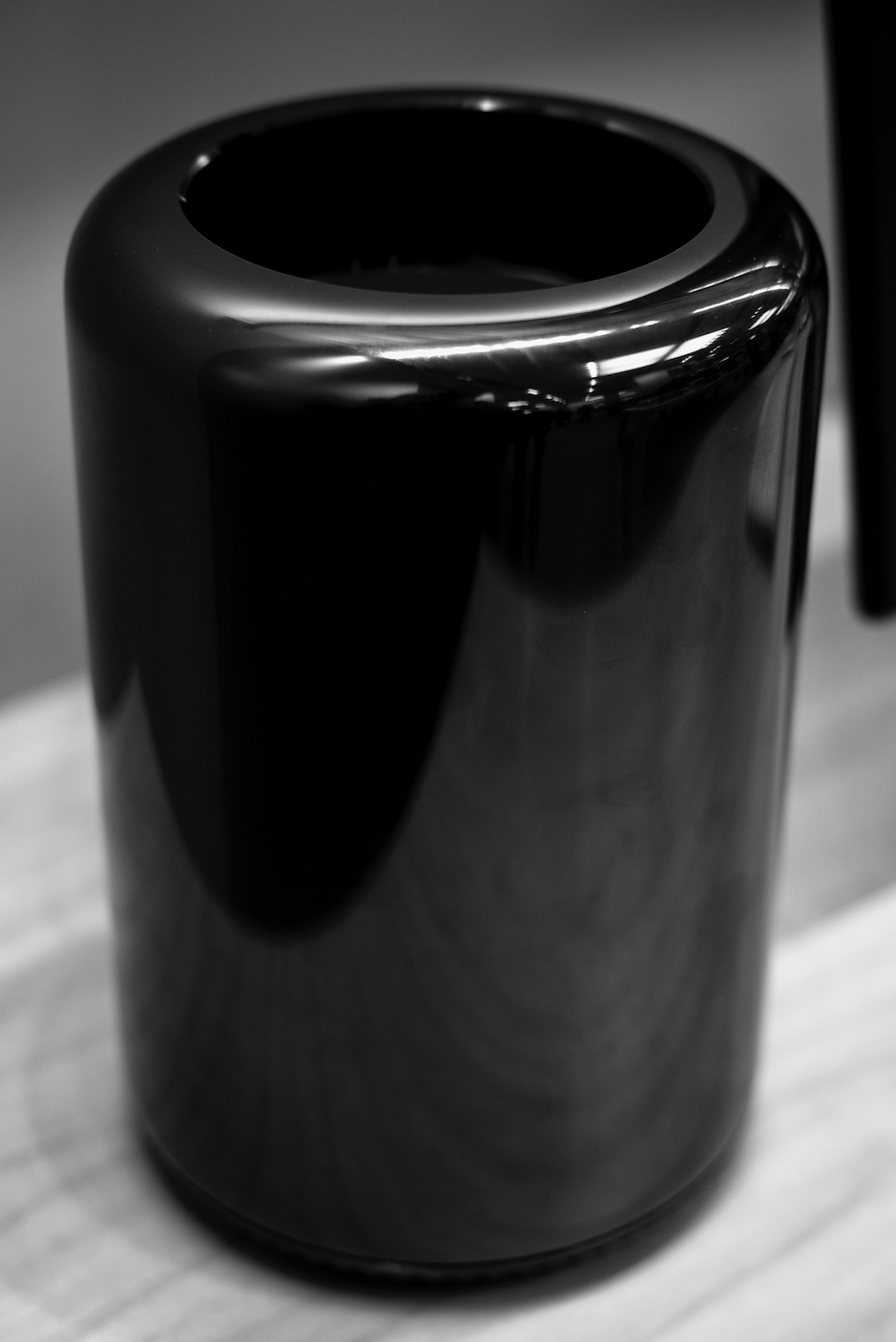
Mac Pro (Late 2013)

筐体デザインをタワー形から変更・小型化し円筒形筐体が採用された。ターゲットディスプレイモード対応のiMacなどの機器とThunderboltケーブルで接続することを考慮した設計となった。
一方でその見た目から「ごみ箱」など揶揄された。
本体内部は、大型ヒートシンクを中心部に採用し、ヒートシンク周辺にロジックボードを、本体下部に大型ファンを配置して本体上部へ熱を排気する構造である。
第1世代と比べ小型となり、PCI Expressスロットがないため、グラフィックカード (GPU) の交換や増設が不可能となった。この世代からデュアルCPUモデルは消滅し、シングルCPUモデルのみとなった。GPUは全モデルデュアル構成となった。CPUやメモリ、PCIe SSDの交換は可能となっている。
前モデルからの大幅な仕様変更により第1世代で利用可能なパーツの流用が不可能となったが、CPU自体がEarly 2009モデルからMid 2012モデルまで採用されたメモリ規格をサポートしている上に、メモリは引き続きDDR3規格を採用したため、メモリのみ前モデルからの流用が可能である。Thunderbolt 2には対応するが、Thunderbolt 3には対応していないため、eGPUは公式にサポートされなかった。
Late 2013モデルでは、拡張性を排除した設計のためにアップデートが難しいことが欠点であった。Appleの幹部自らが失敗を認めた数少ない製品でもあり、PCI Expressスロットを必要とするユーザのために、2019年モデルが開発された。それまでにLate 2013モデルのスペックが時代遅れとなり、2017年に繋ぎのiMac Proが発売された。

### 第3世代（2019年 -）

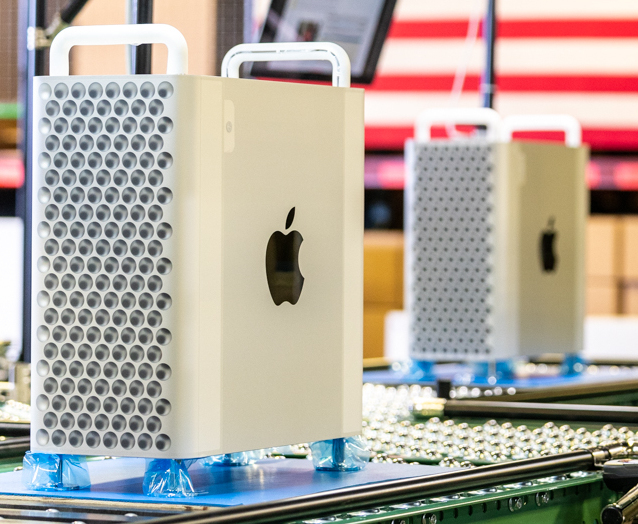
Mac Pro (2019)

Late 2013モデルの欠点を踏まえ、従来のタワー型とも異なる設計のモジュラー式の採用を前提に開発されており、ラックマウントタイプも用意されるなど、筐体・内部構成が全面的に刷新されたフルモデルチェンジとなっている。
筐体は、ステンレス製の脚からハンドルまで繋がったSpace Fameと多数の穴Lattice Patternの空いたアルミニウム製のケースを採用している。この穴は筐体の軽量化と通気性を見た目から「チーズおろし金」とも揶揄される。
本体内部は、8つのPCI Expressスロットを搭載し拡張性に優れたロジックボート、及びそれに伴い最大構成でも十分なエアフローが得られるよう巨大な3機の静音ファンを搭載したデザインに刷新される。CPUは Intel Xeon Wを搭載。
前モデル同様の大幅な仕様変更により、パーツ自体の流用が不可能であるが、PCI Expressスロットの復活採用により、Mid 2012まで使用可能なPCI Express拡張カードの殆どが流用可能である。
オプションで脚を交換出来るキャスターも用意される。

### 第4世代（2023年 - ）
Mac ProのみAppleシリコンへの移行が遅れていたが、筐体は2019年モデルと同様のままで、Apple M2 Ultraを搭載し、完全新設計へとモデルチェンジし大幅な性能アップを果たした。2019年モデル同様に、タワー型とラックマウントタイプがある。PCI Express Gen3スロットを1つ（I/Oボード搭載、初期状態で使用）、PCI Express Gen4スロットを6つ内蔵しているが、ディスクリートGPUには対応していない。

## スペック
標準的な構成をあげるが、Apple Store オンラインではBTOまたはCTOでCPUやディスク容量、GPUなど各種構成の変更が可能である。

### 主なスペック一覧
| コンポーネント        | Intel Xeon Coreマイクロアーキテクチャ版 | Intel Xeon Coreマイクロアーキテクチャ版 | Intel Xeon Nehalemマイクロアーキテクチャ版 | Intel Xeon Nehalemマイクロアーキテクチャ版 | Intel Xeon Nehalemマイクロアーキテクチャ版 | Intel Xeon E5 Ivy Bridgeマイクロアーキテクチャ                                               | Intel Xeon W Cascade Lakeマイクロアーキテクチャ                                                                                                   | Intel Xeon W Cascade Lakeマイクロアーキテクチャ                                                                                                   | Apple M2 Ultra                                                                                          | Apple M2 Ultra                                                                                          |
| モデル                | 1st Generation (Mid 2006) | Early 2008 | Early 2009 | Mid 2010 | Mid 2012 | Late 2013                                                                                    | 2019 | Rack, 2019 | 2023 | Rack, 2023                                                                                              |
| --------------------- | --- | --- | --- | --- | --- | -------------------------------------------------------------------------------------------- | --- | --- | --- | --- |
| 機種ID                | MacPro1,1 | MacPro3,1 | MacPro4,1 | MacPro5,1 | MacPro5,1 | MacPro6,1                                                                                    | MacPro7,1 | MacPro7,1 | Mac14,8                                                                                                 | Mac14,8                                                                                                 |
| 発売日                | 2006年8月8日 | 2008年1月8日 | 2009年3月3日 | 2010年7月27日 | 2012年6月11日 | 2013年12月19日                                                                               | 2019年12月10日 | 2020年1月15日 | 2023年6月13日                                                                                           | 2023年6月13日                                                                                           |
| CPU                   | 2.66 GHz デュアルコア Intel Xeon ×2 BTOで選択可 2.0 GHz, 3.0 GHz デュアルコア Intel Xeon ×2 もしくは 3.0 GHz クアッドコア Intel Xeon ×2     | 2.8 GHz クアッドコア Intel Xeon ×2 BTOで選択可 2.8 GHz クアッドコア Intel Xeon もしくは 3.0 GHz, 3.2 GHz クアッドコア Intel Xeon ×2                                             | 2.66 GHz クアッドコア Intel Xeon もしくは 2.26 GHz クアッドコア Intel Xeon ×2(ヒートスプレッダー無し) BTOで選択可 2.93 GHz, 3.33 GHz クアッドコア Intel Xeon もしくは 2.66 GHz, 2.93 GHz クアッドコア Intel Xeon ×2(ヒートスプレッダー無し) | 2.8 GHz クアッドコア Intel Xeon 、 2.4 GHz クアッドコア Intel Xeon ×2 、もしくは 2.66GHz 6コア Intel Xeon ×2 (Apple Store オンライン限定) BTOで選択可 3.2 GHz クアッドコア Intel Xeon, 3.33 GHz 6コア Intel Xeon 、 2.66 GHz, 2.93 GHz クアッドコア Intel Xeon ×2 もしくは 2.93 GHz 6コア Intel Xeon ×2 | 3.2 GHz クアッドコア Intel Xeon 、もしくは 2.4 GHz 6コア Intel Xeon ×2 BTOで選択可 3.33 GHz 6コア Intel Xeon 、もしくは 2.66 GHz, 3.06 GHz 6コア Intel Xeon ×2 | 3.7 GHz クアッドコア Intel Xeon E5, 3.5 GHz 6コアIntel Xeon E5, 2.4 GHz 12コア Intel Xeon E5 | 3.5 GHz 8コア, 3.3 GHz 12コア, 3.2 GHz 16コア, 2.7 GHz 24コア, 2.5 GHz 28コア Intel Xeon W                                                        | 3.5 GHz 8コア, 3.3 GHz 12コア, 3.2 GHz 16コア, 2.7 GHz 24コア, 2.5 GHz 28コア Intel Xeon W                                                        | Apple M2 Ultra 24コア - 高性能16コア - 高効率8コア                                                      | Apple M2 Ultra 24コア - 高性能16コア - 高効率8コア                                                      |
| GPU                   | NVIDIA GeForce 7300GT（256MB） BTOで選択可 NVIDIA Quadro FX 4500（512MB） AMD(ATI) Radeon X1900 XT（512MB） （GeForce 7300GTのみ4基まで可） | AMD Radeon HD2600 XT（256MB） BTOで選択可 NVIDIA GeForce 8800GT（512MB） NVIDIA Quadro FX 4500（1.5GB） （Radeon HD2600 XTのみ4基まで可）                                       | NVIDIA GeForce GT 120（512MB） BTOで選択可 AMD Radeon HD 4870（512MB） （GeForce GT 120のみ4基まで可） | AMD Radeon HD 5770(1GB) BTOで選択可 AMD Radeon HD 5870（1GB） （Radeon HD 5770をシングルモデルは3基まで、デュアルモデルは2基まで可） | AMD Radeon HD 5770(1GB) BTOで選択可 AMD Radeon HD 5870（1GB） （Radeon HD 5770をシングルモデルは3基まで、デュアルモデルは2基まで可）                           | デュアルAMD FirePro D300, AMD デュアル FirePro D500 GPU, デュアルAMD FirePro D700 GPU        | AMD Radeon Pro 580X (8GB GDDR5), AMD Radeon Pro W5700X (16GB GDDR6), AMD Radeon Pro Vega II (32GB HBM2), AMD Radeon Pro Vega II Duo (32GB HBM2x2) | AMD Radeon Pro 580X (8GB GDDR5), AMD Radeon Pro W5700X (16GB GDDR6), AMD Radeon Pro Vega II (32GB HBM2), AMD Radeon Pro Vega II Duo (32GB HBM2x2) | Apple M2 Ultra 60コア/76コア                                                                            | Apple M2 Ultra 60コア/76コア                                                                            |
| セキュリティチップ    | | | | | |                                                                                              | Apple T2 | Apple T2 | Secure Enclave                                                                                          | Secure Enclave                                                                                          |
| HDD, SSD              | 250GB Serial ATA 7,200rpm 8 MB キャッシュ BTOで選択可 500GB 8 MB キャッシュ,750GB 16 MB キャッシュ 最大4台接続可能                          | 320GB Serial ATA 7,200rpm 8 MB キャッシュ BTOで選択可 500GB,750GB,1TB Serial ATA 7,200rpm 16 MB キャッシュ 300GB Serial Attached SCSI 15,000rpm 16MB キャッシュ 最大4台接続可能 | 640GB Serial ATA 7,200rpm 16 MB キャッシュ BTOで選択可 1TB,2TB Serial ATA 7,200rpm 32 MB キャッシュ 最大4台接続可能 | 1TB Serial ATA 7,200rpm (3Gbps) BTOで選択可 1TB,2TB Serial ATA 7,200rpm 32 MB キャッシュ(最大4台)、512GB SSD | 1TB Serial ATA 7,200rpm (3Gbps) BTOで選択可 1TB,2TB Serial ATA 7,200rpm 32 MB キャッシュ(最大4台)、512GB SSD                                                   | 256GB, 512GB, 1TB PCIeベースSSD                                                              | 256GB,x1 512GBx2, 1TBx2, 2TBx2, 4TBx2 PCIeベースSSD                                                                                               | 256GB,x1 512GBx2, 1TBx2, 2TBx2, 4TBx2 PCIeベースSSD                                                                                               | 1TB, 2TB, 4TB, 8TB PCIeベースSSD                                                                        | 1TB, 2TB, 4TB, 8TB PCIeベースSSD                                                                        |
| ファームウェア        | EFI32 | EFI64 | EFI64 | EFI64 | EFI64 | EFI64                                                                                        | bridgeOS | bridgeOS | | |
| メモリ                | 512MBx2 667MHz DDR2 ECC fully buffered DIMM （スロット数8、最大16GB）                                                                       | 1GBx2 800MHz DDR2 ECC fully buffered DIMM （スロット数8、最大32GB） | 1GBx3 1,066MHz DDR3 ECC DIMM （スロット数4、最大16GB） もしくは 1GBx6 1,066MHz DDR3 ECC DIMM（スロット数8、最大32GB） | 1GBx3 1,333MHz DDR3 ECC DIMM （スロット数4、最大16GB） もしくは 1GBx6 1,333MHz DDR3 ECC DIMM（スロット数8、最大32GB） | 2GBx3 1,333MHz DDR3 ECC DIMM （スロット数4、最大32GB） もしくは 2GBx6 1,333MHz DDR3 ECC DIMM（スロット数8、最大64GB）                                          | 4GBx4 1,866MHz DDR3 ECCメモリ（スロット数4、最大64GB）                                       | 8GBx4 2,666MHz DDR4 ECC , 2,933MHz（スロット数12、最大1.5TB）                                                                                     | 8GBx4 2,666MHz DDR4 ECC , 2,933MHz（スロット数12、最大1.5TB）                                                                                     | 64GB 6,400MHz LPDDR5（オプション128GB, 最大192GB）                                                      | 64GB 6,400MHz LPDDR5（オプション128GB, 最大192GB）                                                      |
| FSB・QPI              | 1,333MHz | 1,600MHz | 5.4 GT/s（2.26GHz Xeon モデルのみ） 6.4 GT/s | | |                                                                                              | | | | |
| AirPort Extreme       | IEEE 802.11a/b/g/draft-n （デフォルトでは802.11nは使用不可）                                                                                | IEEE802.11a/b/g/n | IEEE802.11a/b/g/n | IEEE802.11a/b/g/n | IEEE802.11a/b/g/n | IEEE802.11ac                                                                                 | IEEE802.11ac | IEEE802.11ac | Wi-Fi6 E (IEEE802.11ax)                                                                                 | Wi-Fi6 E (IEEE802.11ax)                                                                                 |
| Thunderbolt           | | | | | | Thunderbolt 2 x 6                                                                            | Thunderbolt 3 x 4〜12 | Thunderbolt 3 x 4〜12 | Thunderbolt 4 x 8                                                                                       | Thunderbolt 4 x 8                                                                                       |
| Ethernet              | Gigabit Ethernet x 2 | Gigabit Ethernet x 2 | Gigabit Ethernet x 2 | Gigabit Ethernet x 2 | Gigabit Ethernet x 2 | Gigabit Ethernet x 2                                                                         | 10G Ethernet x 2 | 10G Ethernet x 2 | 10G Ethernet x 2                                                                                        | 10G Ethernet x 2                                                                                        |
| PCI Express           | PCI Express スロット x2 PCI Express 2.0 スロット x2                                                                                         | PCI Express スロット x2 PCI Express 2.0 スロット x2 | PCI Express スロット x2 PCI Express 2.0 スロット x2 | PCI Express スロット x2 PCI Express 2.0 スロット x2 | PCI Express スロット x2 PCI Express 2.0 スロット x2 | -                                                                                            | PCI Express 3.0スロット x8 | PCI Express 3.0スロット x8 | PCI Express 3.0ハーフレングススロット x8 x1PCI Express 4.0スロット x8 x 4PCI Express 4.0 x16スロット x2 | PCI Express 3.0ハーフレングススロット x8 x1PCI Express 4.0スロット x8 x 4PCI Express 4.0 x16スロット x2 |
| 光学ドライブ          | 16倍速SuperDrive（DVD±R DL/DVD±RW/CD-RW） （2台まで可）                                                                                     | 16倍速SuperDrive（DVD±R DL/DVD±RW/CD-RW） （2台まで可） | 18倍速SuperDrive（DVD±R DL/DVD±RW/CD-RW） （2台まで可） | 18倍速SuperDrive（DVD±R DL/DVD±RW/CD-RW） （2台まで可） | 18倍速SuperDrive（DVD±R DL/DVD±RW/CD-RW） （2台まで可） | -                                                                                            | - | - | - | - |
| OS                    | Mac OS X 10.5 | Mac OS X 10.5 | Mac OS X 10.5.6/Mac OS X 10.6 | Mac OS X 10.6.4〜OS X 10.7.3 | OS X Lion | OS X Mavericks 〜 macOS Monterey                                                             | macOS Catalina | macOS Catalina | macOS Ventura                                                                                           | macOS Ventura                                                                                           |
| OS                    | Mac OS X 10.5 | Mac OS X 10.5 | Mac OS X 10.5.6/Mac OS X 10.6 | macOS Mojave (Metal対応ビデオカードを搭載した場合) | | OS X Mavericks 〜 macOS Monterey                                                             | macOS Catalina | macOS Catalina | macOS Ventura                                                                                           | macOS Ventura                                                                                           |
| Lights Out Management | 非対応 | 非対応 | 非対応 | 非対応 | 非対応 | 非対応                                                                                       | 対応 | 対応 | 対応 | 対応 |
| 重さ                  | 19.2kg（標準構成時） | 18.4kg（標準構成時） | 18.1kg（標準構成時） | 18.1kg（標準構成時） | 18.1kg（標準構成時） | 5kg                                                                                          | 18.0kg | 17.6kg | 16.86kg                                                                                                 | 17.21kg                                                                                                 |
| サイズ                | 51.1 x 20.6 x 47.5 cm | 51.1 x 20.6 x 47.5 cm | 51.1 x 20.6 x 47.5 cm | 51.1 x 20.6 x 47.5 cm | 51.1 x 20.6 x 47.5 cm | 25.1 x 16.7cm                                                                                | 52.9 x 21.8 x 45.0 cm | 22.02 x 53.95 x 48.2 cm | 52.9 x 21.8 x 45.0 cm                                                                                   | 22.02 x 53.95 x 48.2 cm                                                                                 |
| 消費電力              | 最大1200W | 最大1200W | 最大1200W | 最大1200W | 最大1200W | 最大450W                                                                                     | 最大1.4KW | 最大1.4KW | 最大1,280W                                                                                              | 最大1,280W                                                                                              |

## モデル

### Mac Pro (1st Generation)
インテル製Xeon 64bit CPUを採用しているが、EFIは32bitを採用しているため、Mac OS X v10.6及びMac OS X Lionにおいて64bitカーネルでのOS起動が出来ない。
2007年製造のClovertownモデルより本体ファームウェアバージョンが2.1となる。
- デュアルコアのXeon 51xxシリーズ (Woodcrest)を2基搭載、また、2007年4月にクアッドコアのXeon X5365 (Clovertown)搭載モデルがオプションとして追加された（合計8コア）。
- 最高クロック周波数3.0GHz(標準構成では2.66GHz)の64ビットCPUのIntel Xeon
- 独立した、最高1.33GHzのデュアルフロントサイド・バス(FSB)
- 128ビット667MHzのDDR2 SDRAM FB-DIMMスロット 8つ
- 機種ID: 1,1 (Woodcrest) *機種ID:2,1 (Clovertown)
- 最大16GBの大容量メモリのサポート
- 4バンド幅を調整が可能なフルレングスPCI Expressスロット 3つ
- ダブルワイドの16レーン PCI Expressスロット 1つ
- シリアルATA II ハードディスク 最大4つ
- USB 2.0 5つ
- FireWire 400 2つ
- FireWire 800 2つ
- 10/100/1000BASE-T Ethernet (RJ-45) 2つ
- 光デジタルオーディオ入出力コネクタ
- アナログステレオインライン入出力ミニジャック
- ヘッドフォンミニジャック
- GPUは、標準構成の『GeForce 7300 GT』に加えて
- CPU負荷時のファンの動作音はPower Mac G5に比べ大幅に低減した。ファンの数も4つへ削減。
- SuperDrive最大2台など
- オプションでMac Pro RAIDカード（RAID 0/1/5』/〈(スパニン〉)をハードウェアでサポー）)を搭載出来る。

### Mac Pro (Early 2008)
1st Generationから小変更が盛り込まれた。変更点として、16レーンのPCI Express 2.0スロットが2つ、4レーンのPCI Express 1.1スロットが2つの構成となった。EFIが64bitとなり、グラフィックカードも変更されている。EFIが64bitになったことでOS X10.8から10.11までの64bit仕様OSの直接インストールが可能である。
- 最高クロック周波数3.2GHz(標準構成では2.8GHz)の64ビットCPUのIntel Xeon
  - クアッドコアのXeon 5400シリーズ (Harpertown,E5462,X5472,X5482) を2基搭載（8コアモデル）またはE5462を1基搭載（4コアモデル）
- 独立した、最高1.6GHzのデュアルフロントサイド・バス
- 機種ID: 3,1　（システムプロファイラ/「ハードウェアの概要」で確認可能）
- 256ビット800MHzのDDR2 SDRAM FB-DIMMスロット 8つ
- 最大32GBの大容量メモリのサポート
- 4レーンPCI Express スロット 2つ
- 16レーン PCI Express 2.0スロット 2つ（1基ダブルワイドのビデオカード搭載可能）
- シリアルATA II ハードディスク 、またはSAS II ハードディスク（Mac Pro RAIDカード要） 最大4つ
- USB 2.0 5つ
- FireWire 400 2つ
- FireWire 800 2つ
- 10/100/1000BASE-T Ethernet (RJ-45) 2つ
- 光デジタルオーディオ入出力コネクタ
- アナログステレオインライン入出力ミニジャック
- ヘッドフォンミニジャック
- GPUにNVIDIAの 『Quadro FX 5600』や『GeForce 8800 GT』、AMDの『Radeon HD 2600 XT』の採用など。すべてのPCI Expressスロットに『Radeon HD 2600 XT』を入れることにより最大8面ディスプレイが使用可能。
- SuperDrive最大2台搭載可能
- HDD最大4台搭載可能
- オプションでMac Pro RAIDカード（RAID 0/1/5/0+1および拡張JBOD〈スパニング〉をハードウェアでサポート）を搭載出来る。

### Mac Pro (Early 2009)
本体の内部構成が刷新され、CPUとメモリはドーターボードに搭載される構成に変更された。ドーターボードは1CPU仕様と2CPU仕様となっており、増設可能なメモリ枚数はそれぞれ4枚、8枚までとなっている。2CPU仕様のドーターボードのみヒートスプレッダー無しのCPUの装着に対応したCPUソケットを採用している。
新たにQuickPath interconnectが採用され、FireWire 400端子が撤廃されてFireWire 800端子が4つに変更、メモリはDDR3 SDRAM規格がサポートされる。本モデルより別売の『Apple LED Cinema Display』との接続が可能。
macOS Sierraの直接インストールがLate 2009モデル（Mac miniを除く）以降のMac製品がサポート対象となったため、それ以前に発売された当モデルではmacOS Sierraの直接インストールが不可となった。
- 最高クロック周波数3.33GHz(Turbo Boostダイナミックパフォーマンス 3.6GHz), 標準構成で64ビットCPUのIntel Xeonの、2.66GHzクアッドコア、または2.26GHz x 2 計8コア（ヒートスプレッダー無し）。
  - クアッドコアのXeon 5500シリーズ(Nehalem)を2基搭載（計8つのプロセッシングコアを搭載, 16の仮想コア）, 3500シリーズを1基搭載（4つのプロセッシングコアを搭載, 8の仮想コア）
- QuickPath interconnect
- 機種ID: 4,1　（システムプロファイラ→ハードウェアの概要で確認可能）
- 256ビット1066MHzのECC機能付きDDR3 SDRAM DIMMスロット 4つ、または8つ
- 最大32GBの大容量メモリのサポート
- 4レーンPCI Express スロット 2つ
- 16レーン PCI Express 2.0スロット 2つ（1基ダブルワイドのビデオカード搭載可能）
- シリアルATA II ハードディスク 、若しくはSAS II ハードディスク（Mac Pro RAIDカード要） 最大4つ
- USB 2.0 5つ
- FireWire 800 4つ
- 10/100/1000BASE-T Ethernet (RJ-45) 2つ
- 光デジタルオーディオ入出力コネクタ
- アナログステレオインライン入出力ミニジャック
- ヘッドフォンミニジャック
- GPUにNVIDIAの『GeForce GT 120』、AMDの『Radeon HD 4870』の採用など、最新のテクノロジーを駆使して設計されている。すべてのPCI Expressスロットに『GeForce GT 120』を入れることにより最大8面ディスプレイが使用可能。それぞれ、Mini DisplayPort1基、デュアルリンクDVIポート1基搭載。
- 18倍速SuperDrive最大2台搭載可能
- HDD最大4台搭載可能
- オプションでMac Pro RAIDカード(RAID 0/1/5/0+1および拡張JBOD(スパニング)をハードウェアでサポート)を搭載出来る。

### Mac Pro (Mid 2010)
CPUやメモリを装着するドーターボードの仕様が変更され、2CPUモデルではCPUソケット形状の仕様変更により、ヒートスプレッダー有りのCPUの交換が可能になった。
『Radeon HD 5770／5870』の採用により、別売の『Apple LED Cinema Display』2台によるデュアルディスプレイが可能。BTOの構成にSSDが追加。
macOS Mojaveまでの直接インストールが可能だが、本モデルとMid 2012ではmacOS MojaveのインストールにはMetal対応のグラフィックカードへの交換が必須である。
- 最高クロック周波数3.33GHz（Turbo Boostダイナミックパフォーマンス 3.6GHz）、標準構成で64ビットCPUのIntel Xeonの、2.8GHzクアッドコア、または2.4GHz x 2 計8コア。BTOで3.33GHz 6コアまたは2.66/2.93GHz x 2 計12コア
  - 6コアのXeon X5600シリーズ(Westmere)を2基搭載（計12のプロセッシングコアを搭載、24の仮想コア）、E5600シリーズを2基搭載（計8つのプロセッシングコアを搭載、16の仮想コア）、W3600シリーズ (Westmere) を1基搭載（6つのプロセッシングコアを搭載、12の仮想コア）、W3500シリーズを1基搭載（4つのプロセッシングコアを搭載、8つの仮想コア）
- QuickPath interconnect
- 機種ID: 5,1　（システムプロファイラ→ハードウェアの概要で確認可能）
- 256ビット1066MHz/1333MHzのECC機能付きDDR3 SDRAM DIMMスロット 4つ、または8つ
- 最大32GBの大容量メモリのサポート
- 4レーンPCI Express スロット 2つ
- 16レーン PCI Express 2.0スロット 2つ（1基ダブルワイドのビデオカード搭載可能）
- シリアルATA II ハードディスク 、若しくはSAS II ハードディスク（Mac Pro RAIDカード要） 最大4つ
- USB 2.0 5つ
- FireWire 800 4つ
- 10/100/1000BASE-T Ethernet (RJ-45) 2つ
- 光デジタルオーディオ入出力コネクタ
- アナログステレオインライン入出力ミニジャック
- ヘッドフォンミニジャック
- GPUにAMDの『Radeon HD 5770／5870』の採用など、最新のテクノロジーを駆使して設計されている。それぞれ、Mini DisplayPort2基、デュアルリンクDVIポート1基搭載。
- 18倍速SuperDrive最大2台搭載可能
- HDDもしくはSSDを最大4台搭載可能
- オプションでMac Pro RAIDカード(RAID 0/1/5/0+1および拡張JBOD(スパニング)をハードウェアでサポート)を搭載出来る。

### Mac Pro (Mid 2012)
基本的な仕様はMid 2010から大きな変更はなく、本体のファームウェアバージョンもMid 2010と同じ。インテル製チップなどの細かいパーツ部品が変更されているのと、CPUやグラフィックカードなどの構成が変ったのみ。
- 最高クロック周波数3.33GHz(Turbo Boostダイナミックパフォーマンス 3.6GHz), 標準構成で64ビットCPUのIntel Xeonの、3.2GHzクアッドコア、または2.4GHz x 2 計12コア。BTOで3.33GHz 6コアまたは2.66/3.06GHz x 2 計12コア
  - 6コアのXeon E5645 / X5650 / X5675 (Westmere)を2基搭載（計12のプロセッシングコアを搭載、24の仮想コア）、W3680 (Westmere)を1基搭載（6つのプロセッシングコアを搭載、12の仮想コア）、W3565を1基搭載（4つのプロセッシングコアを搭載、8つの仮想コア）
- QuickPath interconnect
- 機種ID: 5,1　（システムプロファイラ→ハードウェアの概要で確認可能）
- 256ビット1066MHz/1333MHzのECC機能付きDDR3 SDRAM DIMMスロット 4つ、または8つ
- 最大64GBの大容量メモリのサポート
- 4レーンPCI Express スロット 2つ
- 16レーン PCI Express 2.0スロット 2つ(1基ダブルワイドのビデオカード搭載可能)
- シリアルATA II ハードディスク 、若しくはSAS II ハードディスク（Mac Pro RAIDカード要） 最大4つ
- USB 2.0 5つ
- FireWire 800 4つ
- 10/100/1000BASE-T Ethernet (RJ-45) 2つ
- 光デジタルオーディオ入出力コネクタ
- アナログステレオインライン入出力ミニジャック
- ヘッドフォンミニジャック
- GPUはMac Pro (Mid 2010) と同じく、AMDの『Radeon HD 5770／5870』を採用した。それぞれ、Mini DisplayPort2基、デュアルリンクDVIポート1基搭載。
- 18倍速SuperDrive最大2台搭載可能

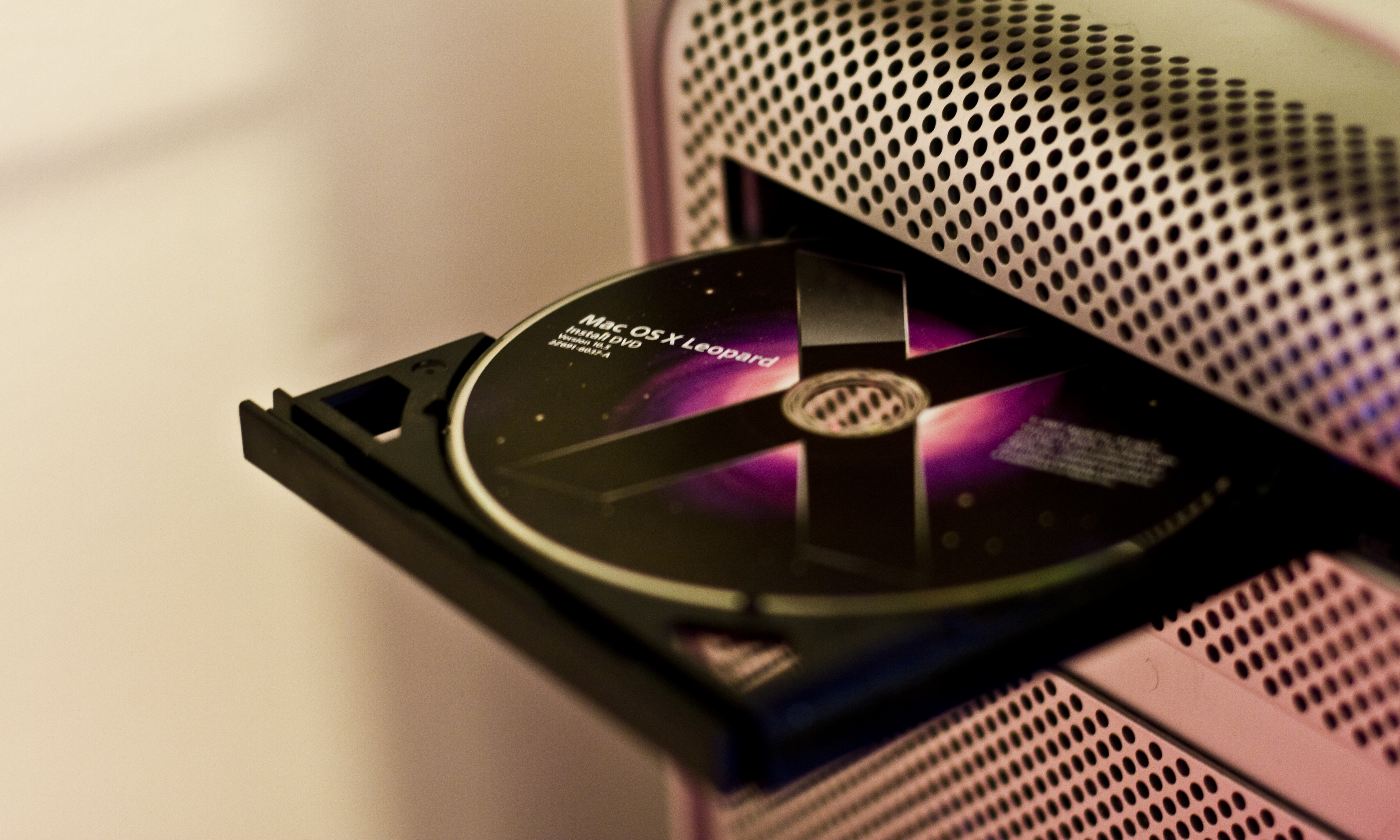

- HDDもしくはSSDを最大4台搭載可能

### Mac Pro (2013)
Mid 2012の後継モデルとして、2013年6月10日にWWDC 2013基調講演にて、2013年末頃に黒い小型の円筒形のデザインへの刷新が発表され、12月19日より販売が開始された。
筐体を含めて全面的に刷新され、従来モデルと比べて大幅な小型化を実現した。本体の小型化と引き換えにSuperDrive、3.5インチHDDスロット、PCI Express拡張スロット、FireWire 800などを廃止して、搭載可能なCPUは1個のみとなりデュアル構成モデルはなし、メモリは最大で4枚、グラフィックカードは交換不可だがデュアル構成、光デジタル端子もヘッドホンジャックと兼用の丸型出力端子に変更された。
新たにUSB 3.0が4つ、Thunderbolt 2端子が6つ、HDMI 1.4端子が1つ搭載され、最大で6台の『Apple LED Cinema Display』または『Apple Thunderbolt Display』、最大3台のデュアルケーブル5Kディスプレイ、または最大3台の4Kディスプレイ（2台はMini DisplayPortで接続する。1台はHDMIで接続するが、対応する規格がHDMI 1.4 Ultra HDのため、4K/30Hz表示となる）でそれぞれ接続映像出力が可能である。MacBook Proと互換性の高いPCIe 3.0ベースのSSDスロットが1基採用されている。
本モデルは、iMac Mid 2011からiMac Mid 2014までのモデルとThunderboltケーブル1本で接続することでiMacのターゲットディスプレイモードを使用できる。
基本的なハード構成や本体ファームウェアバージョンは全モデルで共通だが、2015年以降の製造モデルよりNVMe対応のPCIe SSDに変更となった。価格は3.7GHzクアッドコアXeon E5プロセッサ (E5-1620 v2) 、デュアルFirePro D300（2GB GDDR5）、メモリ12GBの構成で31万8800円、価格改定で29万8800円（税別）、3.5GHz6コアXeon E5 (Xeon E5-1650 v2) 、デュアルAMD FirePro D500（3GB GDDR5）、メモリ16GBの構成で41万8800円、価格改定で39万8800円（税別）となったが、2017年以降の製造モデルよりクアッドコアXeon E5プロセッサとデュアルFirePro D300が選択できなくなり、3.5GHz6コアXeon E5 (Xeon E5-1650 v2) 、デュアルAMD FirePro D500（3GB GDDR5）、メモリ16GBの構成で29万8800円（税別）と実質値下げとなった。
新型モデルの発表により、本モデルは円筒型の筐体を採用した唯一のMac機種となった。
- 高さ: 約25.1cm、直径：約16.7cm
- 最高で合計12コア Intel Xeon
- QuickPath interconnect

機種ID: 6,1　（システムプロファイラ→ハードウェアの概要で確認可能）
- 256ビット 1866MHzのECC機能付きDDR3 SDRAM DIMMスロット 4つ (4チャンネル)
- USB 3.0 ポート 4つ
- 10/100/1000BASE-T Ethernet (RJ-45) 2つ
- IEEE802.11ac 1.3Gbps無線LAN
- Bluetooth 4.0
- アナログステレオインライン/光デジタルオーディオ出力ミニジャック
- ヘッドフォンミニジャック
- GPUはAMD『FirePro』を2つ採用。6GB VRAM、最大3台の4Kディスプレイを接続可能
- PCI Express 3.0接続のSSDを搭載
- Thunderbolt 2 ポート 6つ
- HDMI 1.4 ポート 1つ

### Mac Pro (2019)
Mac Pro (2013)の後継モデルとしてWWDC 2019にて2019年秋発売予定と発表されたが、実際は12月11日に発売した。
筐体を含めて全面的に刷新され、本体内部はMid 2012までよりも拡張性の高いモジュラー式を採用した。PCI Express拡張スロットの復活に加えてApple独自のMPX Moduleが初採用となる。Lights Out Management（リモート電源管理）に対応している。
PCIe SSDは最大で2基搭載されているが、容量が足りない場合、Mac Pro (2013)やiMac Proでは外付けの保存媒体を使う必要があったが、Promise Pegasus R4i等、PCI Express拡張スロットやMPX Moduleに拡張カードを差し込むことで大容量内蔵ストレージへの対応が可能である。
iMac Proで搭載されたThunderbolt 3ポート、10Gb Ethernetポート、PCIe SSD2基、Apple T2チップ等が搭載されている。
オプションで脚部に小さなキャスターを取り付けることが可能。
同時に5Uラックマウントモデルと、Thunderbolt 3接続のNano-textureガラスを採用したモデルを含むPro Display XDR 2機種も発表された。
- 高さ: 52.9cm、幅：21.8cm、奥行：45cm、重さ：18kg
- 8コアから28コアまでのIntel Xeon W
- 12個のDIMMスロットに最大1.5TB、2933MHzまたは2666MHzのDDR4 ECCメモリを搭載可能
- GPU: （2021年8月3日まで）Radeon Pro 580X, W5700X, Vega II, Vega II Duo MPXモジュールを最大2基搭載可能
  - （2021年8月4日以降）Radeon Pro 580X, W5500X, W5700X, W6600X, W6800X, W6900X, W6800X Duo MPXモジュールを最大2基搭載可能
  - （2022年3月9日以降）Radeon Pro W5500X, , W6600X, W5700X, W6800X, W6900X, W6800X Duo MPXモジュールを最大2基搭載可能
- Apple T2チップ
- 1.4kw電源ユニット
- PCI Express 3.0拡張スロット×8
- SSD: 512GB〜最大8TB（4TB×2）
- USB 3ポート×2
- Thunderbolt 3ポート×4
- 10Gb Ethernetポート×2, Lights Out Management対応
- 802.11ac Wi-Fiワイヤレスネットワーク
- Bluetooth 5.0
- Apple Afterburnerカード[33] ProResとProRes RAWコーデックを高速化するPCI Express x16カード。最大3枚搭載可能[34]（オプション）

### Mac Pro (2023)[35]
Mac Pro (2019)の後継モデルとしてWWDC 2023の基調講演にて発表され、6月13日から発売となった。
筐体はMac Pro (2019)と同様だが、内部は全面的に刷新された設計となっている。PCI Express拡張スロットにはGen4が初採用となるが、GPUカードには対応しない。全てのMac Pro (2023)モデルで最大22本の8K ProResビデオを扱え、7枚分のAfterburnerカードを搭載したMac Pro (2019) に匹敵するパフォーマンスを発揮する。またLights Out Management（リモート電源管理）に対応している。
PCIe SSDは最大で2基搭載可能だが、容量が足りない場合、Promise Pegasus J2i 8TB Internal Storage Enclosure for Mac Pro等、大容量内蔵ストレージへの対応が可能である。
オプションで脚部に小さなキャスターを取り付けることが可能。
同時に5UラックマウントモデルMac Pro (Rack, 2023) 発表された。
- 高さ: 52.9cm、幅：21.8cm、奥行：45cm、重さ：16.86kg
- 24コアCPUのApple M2 Ultra
- 最大192GB、6400MHzのLPDDR5メモリ構成を選択可能（後からの増設不可）
- GPU: 60コア（最大72コア搭載選択可能）
- PCI Express 3.0拡張スロット× 1（Apple I/Oカードで使用済み）
- PCI Express 4.0拡張スロット× 6
  - x16スロット x 2
  - x8スロット x 4
- SSD: 1TB (1TBx1) - 最大8TB (4TB×2)
- HDMI 2.1ポート x 2
- USB-Aポート× 2
- USB4/Thunderbolt 4ポート× 8
- 10Gb Ethernetポート× 2, Lights Out Management対応
- 802.11ax Wi-Fi 6Eワイヤレスネットワーク
- Bluetooth 5.3

付属入力デバイス
- Touch ID搭載Magic Keyboard（テンキー付き）
- Magic Mouse
- Magic Trackpad（オプション）